# Robert of Ufford
Sir Robert of Ufford (* um 1235; † Anfang September 1298) war ein englischer Ritter, der zweimal als königlicher Justiciar of Ireland diente. 

## Leben
Ufford erhielt seinen Namen nach dem Dorf Ufford in Suffolk, wo er zum Zeitpunkt seines Todes Vasall der Bischöfe von Ely und der Earls of Norfolk war. Vermutlich hatte er diese Besitzungen vor 1256 von seinem Vater geerbt, wobei der Name und der Stand seines Vaters unbekannt sind. Vor 1257 war Ufford in den Dienst des Thronfolgers Lord Eduard getreten, zu dessen Heer er in diesem Jahr bei einem Feldzug nach Wales gehörte. Im Juli 1261 gehörte er zum Gefolge Eduards, als dieser nach Frankreich reiste, und im Januar 1264 war er mit Eduard in Boulogne. Auf Eduards Bitte hatte König Heinrich III. bereits 1261 Uffords Schulden bei jüdischen Geldverleihern übernommen. Während des zweiten Kriegs der Barone stand Ufford wohl im Dienst von Henry of Almain, einem Cousin Eduards, der Ufford aus seinen Besitzungen eine jährliche Pension von £ 50 gewährte. Diese Pension tauschte Ufford 1280 mit Eduard, der inzwischen englischer König geworden war, gegen die lebenslange Verwaltung von Stadt und Burg Orford in Suffolk ein. 
Nach dem Ende des Kriegs der Barone ernannte Eduard, der bereits zunehmend die Regierung für seinen Vater führte, 1268 zum Justiciar, also zum Stellvertreter des Königs, von Irland. In seiner zweijährigen ersten Amtszeit führte Ufford einheitliche Maße und Gewichte in Irland ein, dazu ließ er Roscommon Castle errichten. 1270 kehrte er nach England zurück, doch vermutlich schloss er sich dort erneut dem Heer Eduards an, der in diesem Jahr zum Kreuzzug ins Heilige Land aufbrach. Im Juni 1276 ernannte König Eduard Ufford erneut zum Justiciar von Irland. 1277 führte Ufford einen erfolgreichen Feldzug gegen die einheimische irische Bevölkerung in den Wicklow Mountains und 1278 einen Feldzug nach Offaly. Dazu war er an den langwierigen Verhandlungen über die Übertragung des englischen Feudalrechts, das bereits für die Engländer in Irland galt, auf die einheimische irische Bevölkerung beteiligt. Diese Verhandlungen blieben erfolglos, so dass für die irische Bevölkerung das traditionelle irische Recht weitergalt. Während seiner Amtszeit trat auch 1278 das irische Parlament zusammen, das dabei eine Reihe von Gesetzen erließ. Vermutlich Ende 1280 oder zu Beginn 1281 kam Uffords Bruder Master John of Ufford nach Irland. Durch den Einfluss von Robert wurde er Archidiakon von Annadown. 1281 erkrankte Robert Ufford, weshalb er nach fünfjähriger zweiter Amtszeit im November 1281 als Justiciar abgelöst wurde und nach England zurückkehrte.

## Familie und Nachkommen
Ufford war zweimal verheiratet. 1273 hatte er seine erste Frau Mary, die Witwe von William de Say († 1272), geheiratet. Sie war die Mutter seines Sohns Robert (1279–1316) und starb nach August 1280. 1286 oder 1287 heiratete Ufford in zweiter Ehe Joan († nach 1307), sie war die Mutter seines Sohns Thomas, der 1314 in der Schlacht von Bannockburn fiel. Aus welcher Ehe seine Tochter Margaret stammt, ist unbekannt. Für sie erwarb Ufford 1292 das Recht, sie mit dem minderjährigen Roger de Coleville, den Erben von Castle Bytham zu verheiraten. Sein Erbe wurde sein Sohn aus seiner ersten Ehe, Robert, der 1309 zum Baron Ufford erhoben wurde. Dessen gleichnamiger Sohn Robert wurde 1337 zum Earl of Suffolk erhoben, während der jüngere Sohn Ralph 1344 wie sein Großvater Justiciar von Irland wurde.